# Dowon-dong, Incheon
Dowon-dong (koreanska: 도원동)  är en stadsdel i staden Incheon i den nordvästra delen av Sydkorea, 32 km väster om huvudstaden Seoul. Den ligger i stadsdistriktet Jung-gu.